# Боляень Сыресь
Сыресь Боляень (эрз. Syreś Boläeń; рус. Александр Григорьевич Болькин; 7 мая 1958, Саранск) — украинский и эрзянский общественный деятель, поэт и переводчик и соучредитель общественного движения «Свободный Идель-Урал».

## Семья и происхождение
Родился в эрзянско-русской семье в Саранске, (отец — эрзя, мать — русская). Важную роль в становлении эрзянской идентичности сыграла его бабушка по отцовской линии — Матрёна Алексеевна Бутяйкина, которая рассказывала своему внуку сказки, легенды и мифы эрзянского народа и о его героях. Вырос в Мордовии, был пионером, комсомольцем. На первом курсе военного училища вступил в КПСС.
В 1978 году переехал на Украину, служил в Житомирской области. Впоследствии пошел на учёбу в Киевское высшее военное авиационное инженерное училище. Здесь, на Украине, почувствовал толчок к национальному самосознанию, когда по просьбе знакомого университетского преподавателя охранял памятник Ленину «от украинских радикалов». Это был Киев 90-х годов, тогда к Сыресю подошел Вячеслав Черновол. Узник мордовских лагерей услышал особый акцент собеседника и завязал с ним беседу об истории и культуре народа эрзя. Черновол знал об эрзянах больше, чем сам Болькин. Тогда Боляень стал многое вспоминать. Например, как его бабушка Матрёна Алексеевна напевала народные песни и рассказывала маленькому Сыресю сказки о многоголовом змее, которого одолели эрзянские мужчины. После разговора с Черноволом, «Болькин решил охранять не Ленина, а родную культуру».

## Общество «Ěrzäń val»
Сыресь Боляень создал общество «Ěrzäń val» (рус. «Эрзянское слово») в 2011 году, объединившее эрзян и их потомков на Украине. По началу деятельность общества осуществлялась в социальных сетях.

## Евромайдан и война на Донбассе
Участник Евромайдана, в качестве волонтёра привозил со своими друзьями дрова на Майдан для обогрева палаток. В последние, самые опасные дни, был на Майдане вместе с сыном[имя?] и друзьями. Ещё до того, на Банковой, его жестоко избили «беркутовцы». Получил четыре глубоких раны на голове, трещину черепа, сотрясение мозга, три сломанных ребра. С началом войны на Донбассе ездил в зону проведения АТО как волонтер. Позже был мобилизован в ряды 10-й горно-штурмовой бригады Вооруженных Сил Украины. Участвовал в боевых действиях.[значимость факта?]

## Общественное движение «Свободный Идель-Урал»
21 марта 2018 года Боляень вместе со своим соратником Рафисом Кашаповым и Ростиславом Мартынюком провели в киевском пресс-центре «Главком» брифинг, на котором заявили о создании общественного движения «Свободный Идель-Урал». Отвечая на вопросы журналистов, Сыресь обвинил Москву в том, что она не только выкачивает из Идель-Урала ресурсы, используя её территорию как сырьевой придаток, но и проводит по отношению к коренным народам политику агрессивной русификации.
Неоднократно поднимал перед властями Республики Мордовия проблему русификации эрзян, ходатайствовал об усилении роли эрзянского языка в обществе, в частности просил Министра культуры Республики Мордовия дублировать мировую киноклассику на государственных языках республики — эрзянском и мокшанском. Предложения Боляеня не получили поддержки республиканских властей, но вызвали оживлённые обсуждения в среде коренных народов РФ.
Автор ряда обращений от имени «Свободного Идель-Урала» в международные организации. Таким образом, в январе 2019 года обратился к Верховному Комиссару ОБСЕ по делам национальных меньшинств помочь эрзянам установить памятник своему национальному герою — инязору Пургазу. Позже по этому поводу обращался в Офис Верховного комиссара ООН по правам человека. В своих обращениях просил адресатов «помочь реализовать право эрзянского народа на сохранение эрзянской культуры и уважение собственных национальных героев».
По информации The Jamestown foundation, причастен к лоббированию и сыграл одну из ключевых ролей в принятии Верховной Радой VIII созыва Постановления «Об Обращении Верховной Рады Украины в Организацию Объединённых Наций, Парламентскую Ассамблею Совета Европы, Парламентскую Ассамблею НАТО, Парламентскую Ассамблею государств мира по осуждению нарушения прав коренных народов в Российской Федерации и на временно оккупированных ею территориях Украины».

## Избрание инязором
13 июля 2019 года, в Республике Мордовия состоялся Раскень Озкс — родовое моление эрзянского народа. Кроме церемониальной, Раскень Озкс играет важную общественную роль. Накануне моления собирается Совет старейшин (эрз. Атянь Эзем), обсуждающий важнейшие проблемы жизни народа. На период до проведения следующего дня Раскень Озкс члены Атянь Эзем тайным голосованием выбирают главного старейшину — инязора. Шесть раз подряд инязором эрзянского народа становился Кшуманцянь Пиргуж. Однако в 2019 году Атянь Эзем доверил выполнение этой миссии Сыресю Боляеню. Нового инязора поддержали 12 из 18 старейшин. Учитывая обострение политических репрессий против активистов национальных движений в Российской Федерации, Атянь Эзем приняли решение провести церемонию инаугурации нового инязора в эмиграции — на Украине.
12 сентября 2019 года в киевском Доме профсоюзов состоялась торжественная церемония приведения к присяге нового лидера эрзянского национального движения. Церемония инаугурации состоялась с участием делегации эрзян из России, представителей эрзянских диаспор, а также украинских политиков и дипломатов. Член киевской общины эрзян Ожомасонь Кирдя рассказал, что до последнего момента место проведения торжественного мероприятия, организованного эрзянской диаспорой Украины, держались в тайне: «Готовясь к этому событию, мы решили, что инаугурация нового инязора должна состояться в символическом месте, связанном за свободу, с достоинством и правами человека. Именно поэтому мы выбрали Информационный центр Музея Майдана — зал в Доме профсоюзов, ставшем символом борьбы украинцев за свободу и достоинство».
Ведущая церемонии выступала на эрзянском языке, также осуществлялся последовательный перевод всех выступлений на украинский язык. Присутствующие почтили минутой молчания удмуртского ученого Альберта Разина, который 10 сентября, в знак протеста против политики русификации, совершил самосожжение у здания Государственного совета Удмуртии.
Среди почетных гостей церемонии инаугурации были народный депутат Украины, секретарь Комитета по иностранным делам Верховной Рады Украины Соломия Бобровская; народный депутат Украины, экс-спикер Верховной Рады Украины Андрей Парубий; муфтий Духовного управления мусульман Украины «Умма» Саид Исмагилов; член Меджлиса крымскотатарского народа Эскендер Бариев; экс-глава Комитета по иностранным делам Верховной Рады Украины Анна Гопко, политики Игорь Луценко, Остап Еднак, Юрий Сиротюк; украинские ученые и журналисты.
Кшуманцянь Пиргуж — предыдущий инязор, занимавший этот пост с 1999 г., вручил своему преемнику коларь — нагрудный знак, являющийся символом власти. Боляень Сыресь принял присягу инязора на Мастороаве.

## Выступления

### В ООН
21 апреля 2021 года Сыресь Боляень, в составе украинской делегации, выступил на XX сессии Постоянного форума ООН по вопросам коренных народов. В этом выступлении он остро раскритиковал Москву и призвал международное сообщество усилить давление на Российскую Федерацию из-за её политики в отношении национальных республик. Это выступление стало первым, произнесенным в ООН на эрзянском языке, при этом был обеспечен синхронный перевод на английский. В своей речи С. Боляень подчеркнул:

Эрзяне могут пережить пандемию COVID-19, но не могут выжить в Российской Федерации. Только международное давление на Москву может защитить нас от последней фазы этноцида.

Также Боляень предоставил Секретариату Форума заявление о нарушении прав коренных народов в Российской Федерации, в котором описаны многочисленные политически мотивированные преследования и репрессии против лидеров и активистов национальных движений татар, ингушей, калмыков и бурят.
Выступление эрзянского инязора получило широкий общественный резонанс в украинских СМИ. Речь Боляеня привлекла внимание американского политолога Пола Гобла, украинской писательницы Оксаны Забужко, а также вызвала возмущение среди лояльных к Москве организаций финно-угорских народов. Как отметил сам Боляень, Ассоциация финно-угорских народов России из-за его выступления отказалась участвовать во Всемирном конгрессе финно-угорских народов.

### Политические заявления
В январе 2022 г., во время массовых протестов в Казахстане, подписал публичное заявление «Народы Российской Федерации солидарны с народом Казахстана!», в котором представители разных национальных движений коренных народов Российской Федерации обратились к своим соотечественникам с призывом не ехать в Казахстан в составе так называемого «миротворческого контингента ОДКБ». Заявление получило резонанс как в российских, так и в иностранных СМИ, его подписали деятели не только эрзянского, но и татарского, башкирского, чеченского, ингушского, калмыцкого, казацкого национальных движений.
После начала российского вторжения в Украины Сыресь вступил в ряды Сил территориальной обороны Украины с группой эрзянских добровольцев. От имени совета старейшин эрзян он осудил захватническую и несправедливую войну и потребовал немедленного вывода российских войск. Он также призвал эрзян, которые могут оказаться в российской армии, любым способом избежать отправки в Украину, а оказавшихся на фронте — прекратить участие в кровопролитии.
8 августа 2022 года, Сыресь на своём YouTube-канале опубликовал видео-конференцию Форума свободных народов России, которая проходила в Праге. Во время выступления Боляень критиковал политическое устройство Российской Федерации и заявил, что Россия должна исчезнуть с карты мира. Помимо этого, он заявил, что в случае поражения России в войне с Украиной и последующим угнетением народов России со стороны федерального правительства, эрзяне и другие народы России будут отстаивать свои права кровопролитным способом.

## Международное финно-угорское движение
Сыресь Боляень известен своей критической позицией по поводу политики мордвинизации — попыток российской власти представить эрзян и мокшан единым народом — мордвой. В вопросах взаимоотношений эрзян и мокшан последовательно выступает с позиций, провозглашенных Маризь Кемаль: «Кавто кельть — кавто раськеть» (с эрз. «два языка — два народа»). То есть не только считает эрзян и мокшан отдельными самодостаточными нациями, но и утверждает, что федеральная политика мордвинизации и формирование «единого мордовского языка» способствует денационализации как эрзян, так и мокшан.
В 2012 году Сыресь Боляень, совместно с эрзянским поэтом Эрюшем Вежаем устроили демонстрацию на церемонии открытия VI Всемирного конгресса финно-угорских народов в г. Шиофок, Венгрия. Эрзя были недовольны формированием единой делегации «Мордовского народа», а не отдельных делегаций эрзи и мокши. Участники пикета заявили, что они не были допущены к работе Конгресса из-за давления Москвы. Сыресь Боляень и Эрюш Вежай, одетые в футболки с национальной символикой, растянули в холле гостиницы большой эрзянский флаг и скандировали эрзянском «Слава Стране Эрзян!». Глава Консультативного комитета финно-угорских народов Валерий Марков был вынужден оправдываться, однако признал, что заявку эрзян получили, переслали властным структурам Республики Мордовия, а мордовская власть уже сама решала кого следует отправлять на Конгресс, а кто недостоин ехать на высокий представительный форум. Также В. Марков выразил недовольство системой отбора делегатов, ведь схожие с эрзянскими были проблемы и у делегатов от марийцев и удмуртов.
В должности инязора он продолжил добиваться участия эрзян как отдельной национальной делегации во Всемирном конгрессе финно-угорских народов. В 2020 году был одним из пяти делегатов, избранных Атянь Эзем (с эрз. Совет старейшин), для участия в Конгрессе. Категорически отверг предложение Консультативного комитета финно-угорских народов согласовать состав эрзянской делегации с бывшим заместителем министра культуры и туризма Республики Мордовия Николаем Храмовым и членом президиума Ассоциации финно-угорских народов России (АФУН) Михаилом Якунчевым. Публично обратился к министру иностранных дел Эстонии Эви-Марии Лийметс, заявив, что эрзянских делегатов выбирает Атянь Эзем, подотчетный эрзянам, а не российским властям. Вскоре после этого был принят послом Эстонии в Украине Каим Кууском и отправился на VIII Всемирный конгресс финно-угорских народов в Тарту в качестве наблюдателя без права голоса и возможности влиять на принятие итоговых документов. Добился поднятия перед зданием Эстонского национального музея, где проходила церемония открытия VIII Всемирного конгресса финно-венгерских народов, национального флага эрзян наряду с другими флагами финно-угорских народов. На Конгрессе провел отдельный брифинг, на котором остро раскритиковал национальную политику РФ и заявил, что Всемирный конгресс финно-угорских народов находится в глубоком кризисе и нуждается в реформировании.

### Эстония
В качестве инязора неоднократно посещал Эстонию с целью участия в мероприятиях международного финно-угорского движения и привлечения внимания эстонской общественности и политиков к проблемам эрзянского народа. В своих интервью и публичных заявлениях обращается к эстонцам как к родственному народу, а борьбу эстонцев за собственную государственность называл «путеводителем для эрзян». Был одним из лидеров национальных движений коренных народов РФ, подписавших публичное обращение к Рийгикогу, в котором РФ обвинялась в преследовании национальных активистов и был сделан призыв к усилению санкционного давления на Москву.

## Награды
- Лауреат Эрзянской литературной премии (2014)[35]

## Интервью
- Громадське. Россия уничтожает языки коренных народов (аудіо) — 03.08.2018
- Главком. Чим далі від російської мови, тим більше миру — 18.08.2018
- Oĺačiv Rav-Ural. Kevkst́emat raśkeń Ińazoront́eń — 13.09.2019
- Свободный Идель-Урал. «В имперском государстве будущего для эрзянского народа нет» — 22.10.2019
- Інязор народу ерзя Сиресь Боляєнь: «Україні потрібно постійно пам’ятати, що вона має союзника всередині Росії — національні рухи». Цензор. НЕТ. — 27.06.2021